# Anny Xhofleer
Anna Johanna Maria „Anny“ Xhofleer (* 15. August 1913 in Haarlem; † 7. September 2006 in Amsterdam) war eine niederländische Jazzsängerin, die zu den begabtesten europäischen Jazzinterpretinnen der Swing-Ära gehörte und zu den legendären Jazzmusikern ihres Heimatlandes gezählt wird.

## Leben und Wirken
Xhofleer wuchs als Tochter eines Straßenmusikers in Den Haag und Arnhem auf.
Von Oktober 1936 bis März 1937 trat Xhofleer mit Coleman Hawkins in der Schweiz auf. Darüber berichtete im Dezember 1936 das Fachmagazin De Jazzwereld; auch existiert eine Privataufnahme von „Some of These Days.“ Möglicherweise war sie dort mit dem Pianisten Martin Roman liiert. Ende 1937 nahm sie in Belgien mit dem Klarinettisten Jean Omer zwei Stücke auf; bei Omer kam es bereits zur Zusammenarbeit mit dem Mundharmonika-Virtuosen Max Geldray. Zurück in den Niederlanden wirkte sie 1938/39 bei „The Entertainers“ des belgischen Pianisten Joe Andy. 1939 macht sie als Gastsolistin beim belgischen Bandleader Fud Candrix zwei Aufnahmen. Ab diesem Jahr gehörte sie zu den „Swing Aristocrats“ des Tenoristen Johnny Fresco, zu denen auch der Trompeter Joop Lensky und der Pianist Dolf van der Linden gehörten. 1940 trat sie auch mit Joe Andy auf. In den Niederlanden und Belgien erhielt sie glänzende Kritiken. Engagements in Deutschland, die ihr angeboten wurden, nahm sie nicht an, vermutlich weil sie zu dieser Zeit mit Lensky liiert und 1940/41 auch verheiratet war (obgleich er von den Nazis rassistisch als Jude verfolgt wurde).
Bereits 1938 wurde Xhofleer mit Billie Holiday verglichen, was als große Leistung für eine weiße Sängerin angesehen wurde; eine andere Kritik vermerkte 1939, sie sei in Europa die einzige Sängerin, die man als Jazz-Sängerin, nicht nur als „croonette“ bezeichnen könne. 1940 nahm sie in Brüssel einen Song mit Jack de Vries und seinen Internationals auf. 1940/41 sang sie bei Ernst van’t Hoff, mit dem sie in den Niederlanden auftrat. 1942 arbeitete sie in der Band von Martin Etoile. 1942/43 war sie Star der „Flamingo Revue“ in Amsterdam. 1943/44 gehörte sie als Vokalistin zur Band des Tenoristen Piet van Dijk.
1944/45 hungerte Xhofleer sich an der Seite des Pianisten Nico de Rooij in einem Amsterdamer Café durch den Winter. Nach dem Weltkrieg trat sie wieder in Belgien auf; dort spielte sie 1946 mit Max Geldray zwei Songs ein. 1946/47 gehörte sie zu der Band des belgischen Pianisten Rudy Bruder (neben dem Gitarristen Toots Thielemans). 1947 zog sie nach Paris, wo sie Sängerin in der Band von Aimé Barelli wurde, mit der sie zwei Songs aufnahm. 1948 trat sie mit dieser Formation beim Jazzfestival in Paris auf (und traf wieder auf Coleman Hawkins). Nach Auftritten in Belgien, Luxemburg, Frankreich und Deutschland kehrte sie 1949 in die Niederlande zurück, wo sie mit der Pianistin und Sängerin Pia Beck eine fünfköpfige Band gründete, die in den Bebop vorstieß und 1950 in England einen großen Erfolg verbuchen konnte. Der Journalist Wouter van Gool zählte 1949 Xhofleer zu den modernen Vokalisten der Topklasse und beschreibt sie als „Allround von Blues bis Bebop“. Nach Ansicht von Marcus A. Woelfle erkennt man in ihrem Gesangsvortrag „Jazz-Feeling und Selbstsicherheit, die für europäischen Gesang der Swing-Ära nicht alltäglich waren“.
1950 verließ Xhofleer die Combo von Pia Beck. Nachdem sie mit verschiedenen Musikern durch Europa getourt war (beispielsweise trat sie 1952 mit dem Tenoristen George Johnson in Lissabon auf), gründete sie in den späten 1950er Jahren mit den Skyliners ihre eigene Band, mit denen sie etwa 1959 für die Offiziere der United States Air Force in deren Club auf dem Luftwaffenstützpunkt Paris-Orly auftrat. 1967 heiratete sie in Den Haag den französischen Klarinettisten Claude Pallier. Vermutlich zogen sie nach Belgien, um dort zu leben. 1972 kehrte sie nach Amsterdam zurück, wo sie auf einem Hausboot lebte. Später zog sie in ein Haus in Amsterdam-West. Über ihre letzten Lebensjahre ist nichts bekannt. Xhofleer starb am 7. September 2006 im Alter von 93 Jahren.